# ماك كرودر
ماك كرودر (بالإنجليزية: Mack Crowder)‏ هو لاعب كرة قدم أمريكية أمريكي، ولد في 23 ديسمبر 1992 في بريستول في الولايات المتحدة.